# Гурьев, Пётр Викторович
Пётр Викторович Гурьев (31 августа 1863, село Фили, Московский уезд, Московская губерния — 1943, Можайск, Московская область) — российский чиновник, действительный статский советник, управляющий канцелярией Святейшего синода, член Поместного собора 1917 года.

## Биография
Родился в семье священника.
Окончил Заиконоспасское духовное училище (1878), Московскую духовную семинарию (1884) и Московскую духовную академию со степенью кандидата богословия (1889).
Помощник редактора «Санкт-Петербургских епархиальных ведомостей» (1890).
Магистр богословия (1891).
Младший (1891) и старший (1894) секретарь канцелярии Святейшего Синода.
Исполняющий обязанности заведующего (1900) и заведующий (1902) канцелярией Училищного совета при Синоде, действительный статский советник (1909), управляющий канцелярией Синода (1912).
Награждён орденами Святого Станислава 3-й, 2-й и 1-й (1914) степени, Святой Анны 3-й и 2-й (1901) степени, Святого Владимира 3-й степени (1912).
В 1917 году работал в I, II, VI и VIII отделах Предсоборного совета. Член Поместного собора Православной российской церкви, участвовал во всех трёх сессиях: помощник секретаря Собора, член Соборного совета и Юридического совещания при нём.
С 1918 года управляющий канцелярией Священного Синода.
С 1920 года управляющий канцелярией Высшего Церковного Совета.
Арестован за распространение патриаршего воззвания от 28 февраля 1922 года. Освобождён после двухлетнего заключения в московских тюрьмах, через неделю снова арестован и сослан на 3 года в горд Турткуль Амударьинской области.
Скончался в 1943 году от голода.

## Сочинения
- Записка и справка о практике назначения архиепископов и митрополитов при Распутине // РГИА. Ф. 796. Оп. 445. Д. 745.
- Феодор, епископ Мопсуестский. М., 1890.
- Храм-памятник в Бозе почившему Государю Императору Александру III в С.-Петербурге // Церковные ведомости. 1904. № 7.
- Европейский институт в Штутгарте // Церковные ведомости. 1905. № 25.
- Православная приходская община и церковная школа в их взаимных отношениях; Рецензии на книги Е. Н. Поселянина и Е. Ф. Сосунцова // Церковные ведомости. 1906. № 7, 46, 48.
- Совещание о церковно-учительских школах // Церковные ведомости. 1907. № 31.
- Совещание о второклассных школах; Сообщения о новых книгах // Церковные ведомости. 1908. № 7–8, 45.
- Сообщения о новых книгах // Церковные ведомости. 1909. № 3.
- Двадцатипятилетие Училищного совета при Святейшем Синоде; О занятиях Чрезвычайного собрания Училищного совета; О пенсионном обеспечении учащих в церковных школах // Церковные ведомости. 1910. № 5, 26–27, 35.
- Протоколы допросов; Заявление в Верховный суд РСФСР // Следственное дело Патриарха Тихона. М., 2000. С. 193–196, 214–215, 230–231, 241–242, 247–248, 260–261.